# Naware
Naware est une petite ville du Togo située dans la préfecture de Bassar, dans la région de la Kara

## Géographie
Naware est situé à environ 45 km de Kara.

## Vie économique
- Réparation mécanique

## Lieux publics
- École primaire